# Domenico Veneziano

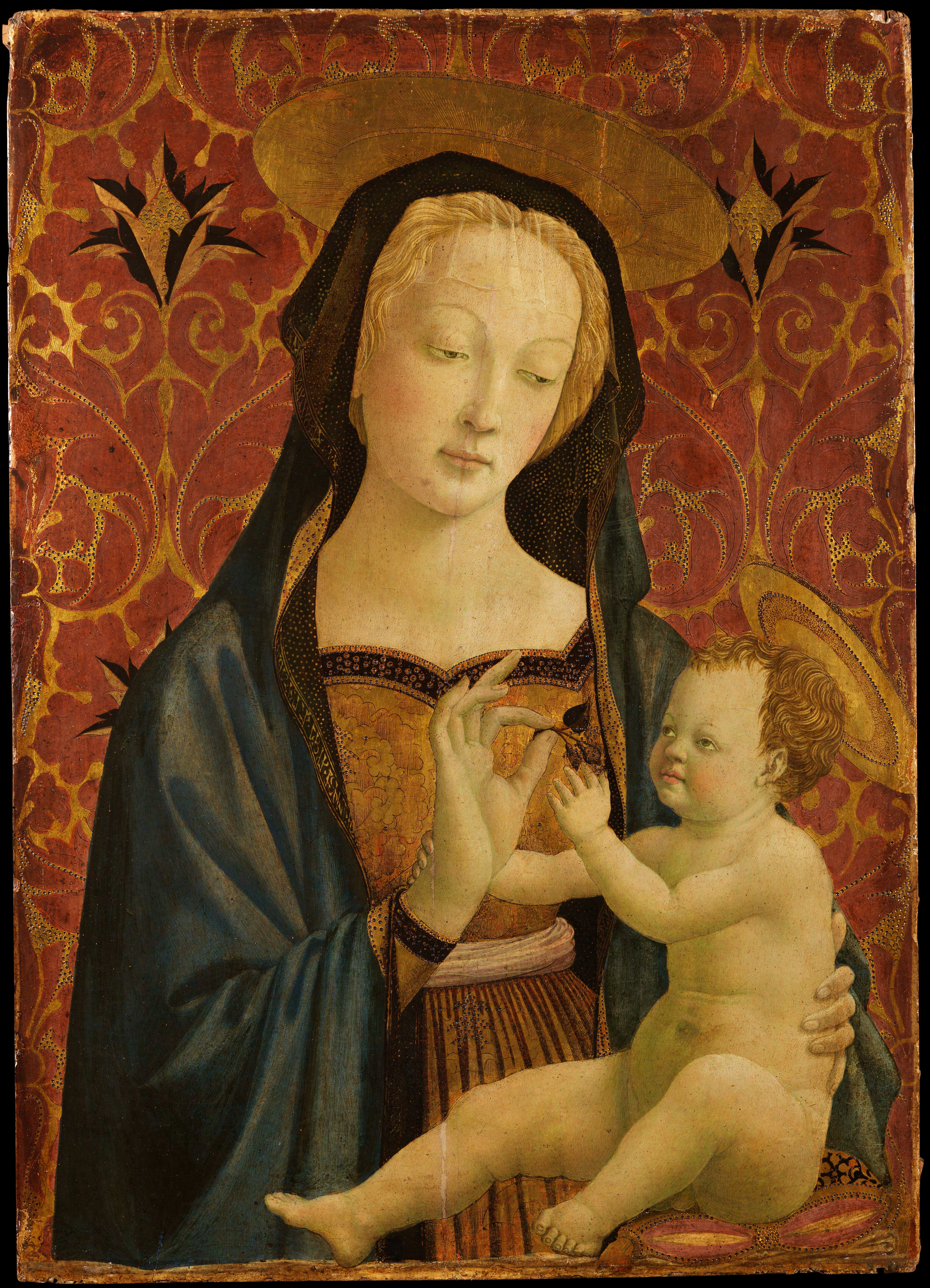
Domenico Veneziano – ”Madonnan och Barnet” (1435-1437)

Domenico Veneziano, egentligen Domenico di Bartolomeo da Venezia (Dominico, Bertolomeos son från Venedig), född cirka 1400 i Venedig, död 1461 i Florens, var en italiensk målare under ungrenässansen som mestadels var aktiv i Perugia och Toscana. Under tidigt 1420-tal ska han ha flyttat till Florens för att studera hos Gentile da Fabriano.